# Contone-Technik
Contone Technik ist ein von Konica Minolta entwickeltes Druckverfahren. Diese Technik wird ausschließlich im Laserdruckerbereich eingesetzt. Bisher war es immer so, dass Drucker Farbpunkte nebeneinander auf dem Medium platzierten. Die Contone-Technik ist nun eine Weiterentwicklung dieser additiven Farbimpression, da diese Technik laut Herstellerangabe dem entstehenden Rasterungseffekt mit einem Farbnebel entgegenwirkt und somit eine neue Farbwirkung erzielt. Das so entstehende Druckbild ist farbgetreuer und detailgetreuer und stellt somit eine wesentliche Weiterentwicklung im Laserdruck dar.